# Жашково (Смоленская область)
Жашково — деревня в Смоленской области России, в Сафоновском районе. Население – 3 жителя (2007 год) . Расположена в центральной части области в 27 км к юго-востоку от города Сафонова, в 0,5 км севернее автодороги Р134 «Старая Смоленская дорога», на берегу реки Костря. В 17 км севернее от деревни железнодорожная станция Издешково	 на линии Москва — Минск. Входит в состав Игнатковского сельского поселения.

## История
В годы Великой Отечественной войны деревня была оккупирована гитлеровскими войсками в сентябре 1941 года, освобождена в 1943 году.